# ريتشل جنكينز
ريتشل جنكينز (بالإنجليزية: Rachel Jenkins)‏ هي طبيبة نفسية بريطانية، ولدت في 17 أبريل 1949.